# Bordesloh
von Bordesloh (Bordesle, Borteslo, Bordeslo), auch von Bosse genannt, war ein uraltes adeliges Rittergeschlecht, das im Fürstentum Calenberg, im Fürstentum Lüneburg und der Grafschaft Hoya zu finden war.

## Geschichte
In einer Urkunde um 1222 bestätigt der Bischof Iso zu Verden, auch Iso von Wölpe genannt, auf Begehr seiner Patin Helene und ihres Sohnes Otto von Lüneburg einen von den Kindern Georgs von Bodenstedt und der Gemahlin Konrads von Bosse und deren Sohn gemachten Tausch.
Graf Conrad von Wölpe bestätigte am 4. Dezember 1251, dass Albert von Schwarmstedt Güter in Nord- und Süddrebber, die er von ihm zu Lehn hatte, dem Kloster Mariensee für 25 bremische Mark verkauft hat. Zu den Zeugen gehörte Ekkehard von Bordeslo.
Ein Ritter Diedrich von Boreslo erscheint 1267 in einer Hodenberger Urkunde als servus (Diener) und 1303 als miles (Ritter).
1327 verzichtete der Knappe Dietrich von Bordesloh mit Zustimmung seiner Brüder Ritter Eckhard und Knappe Rudolf sowie Eckhards Sohn Dietrich zugunsten des Klosters Loccum auf Ansprüche an Zehnten von With in der Gegend der Gemarkung Leese.
Der Knappe Rudolf von Bordesloh verzichtete am 3. Februar 1333 zugunsten des Klosters Loccum auf alle Ansprüche an den Zehnten in Borthere (heute Holzhausen).
Die Gebrüder von Bordeslo (Bosse) gewährleisten dem Grafen Gerhard von Hoya und Bruchhausen, dass der von ihnen zu Rethem verkaufte Hof freies Gut ist.
Am 29. September 1350 erwarben die Herzöge Otto und Wilhelm von Braunschweig und Lüneburg von den Gebrüdern Johann und Hermann von Bordeslo die Hälfte des Hofes zu Kronsnest unter der Bedingung, dass dieselben ihnen das Lehn zugutehalten.
Eggert von Bosse vergrößert laut dem Hoyer Urkundenbuch im März 1361 das zur Drakenburg von seinem Vetter Diederich von Bosse gestiftete geistliche Lehen mit einem Stück Land.
Die Gebrüder von Bordeslo werden am 10. Juli 1363 zu Burgmänner des Stiftes Bremen auf Thedinghausen ernannt.
Ritter Rudolf von Bosse verpfändet dem Knappen Johann von Sande ein zu Sandesbergen (Amt Hoya) gehörendes Werder.
Laut dem Hoyer Urkundenbuch verpfändet der Herzog Magnus von Braunschweig und Lüneburg am 6. Mai 1371 den Gebrüdern von Bosse einen Hof und eine Kothe zu Hülsen (Amt Rethem) und die Vogtei über den Meierhof zu Bosse (Amt Ahlden) und über einen Hof zu Lutzenhope.
Am 1. Mai 1372 geloben die Ratmeister und der Rat der Stadt Lüneburg den von den Amtsleuten in Sold genommenen Leute zu bezahlen und ihren Schaden im Dienste zu ersetzen. Darunter waren auch Nicolaus und Eckhard von Bordeslo.
Burchard von Bordeslo (Bosse) überlässt mit Einwilligung seines Bruders Nikolaus dem Arnold Hassel Güter zu Hostede (Horstedt, Kirchspiel Lunsen) und Detenhusen (Thedinghausen) und erhält Güter zu Hefzenbergen (Haßbergen, Kirchspiel Eystrup) und zu Eftorpe (Eystrup, Amt Hoya).
Am 2. November 1405 hatte Ritter Werner van Bodendike von Bürgermeistern und Ratsmannen der Städte Lübeck, Hamburg, Lüneburg und Hannover als Gegenleistung für eine Schuld von 4900 lübischen Mark das Schloss Horborgh. Unter den Bürgen war Egghert van Bordeslo.
1408 wird Edgard von Bordeslo als Führer der bremischen Reiterschar erwähnt, als der junge Graf Christian von Oldenburg gefangen genommen wird.
Der Knappe Eggerd van Bordeslo trat vom 20. Juni 1410 bis Michaelis in die Dienste der Stadt Lüneburg.
1411 verkaufte Eggert van Bordeslo, Sohn des Ritters Gheverdes van Bordeslo, mit seiner Ehefrau Gheze dem Domcellerar Herbert Scheen seinen Hof zu Grinden im Stift Bremen (gegenüber Thedinghausen).
Graf Alf von Schowenborch (Adolf von Holstein-Schaumburg) beendete am 15. November 1413 die Streitigkeiten zwischen ihm und dem Domkapitel von Minden, vertreten unter anderem durch Johan von Bordeslo und Roleff von Bordeslo, Archidiakon zu Osen (Ohsen).
Die Bürgermeister und Ratsmannen der Stadt Lüneburg schlossen am 25. Dezember 1414 mit dem Knappen Eggherde van Bordeslo einen Vertrag, indem dieser sich und 20 Bewaffnete für 3 Jahre in den Dienst der Stadt stellte.
In einem Mindener Jahrbuch werden die von Bordeslo als Ministerialverbundene Rittergenossen genannt. Dort findet man auch den Rudolf von Bordeslo, welcher zwischen 1404 und 1406 in Minden Domherr war. In den Jahren 1413 + 1424 war dieser Archidiakon von Ohsen.
Am 6. März 1442 erscheint ein Fehdebrief des Helmert van Bordeslo, gerichtet an die Brüder Otto und Frederik, Herzöge von Braunschweig und Lüneburg.
Rudolf von Bordeslo wird am 25. Juni 1445 als kaiserlicher Notar genannt, als der Pfarrer von St. Johannis von Papst Eugen IV zum Präpositus ernannt wird.
Vor dem kaiserlichen Notar Rodolphus de Bordeslo bekundet Leonhard Lange, decretorum doctor und Propst von St. Johannis in Lüneburg am 2. August 1448, dass er auf alle seiner Propstei zukommenden, auch die entfremdeten Rechte, für sich und seine Amtsnachfolger Anspruch erhebt.
Am 24. Mai 1455 erscheint eine an den Herzog Wilhelm den Ältere zu Braunschweig und Lüneburg gerichtete Verteidigungsschrift des Lüneburger Rates gegen die Beschuldigungen der Knappen Herbord, Helmerd und Ludeleff van Bordeslo.
Die Familie Behr erhielt 1502 die Lehngüter und die Burglehne zu Hoya der dort im Mannesstamm ausgestorbenen Familie Bordesloh.
1509 verlieh Herzog Heinrich von Braunschweig und Lüneburg, Herzog Ottos Sohn, seinem Rat Olrick Behr, Vogt zu Celle, die Anwartschaft auf die Lehen der von Bordeslo, die nach dem Tode des Magnus von Bordeslo und seiner Mannlehns-Erben frei wurden.
Am 25. September 1534 vernahmen der Bürgermeister und Rat zu Bremen auf Requisition des Grafen Jobst von Hoya und Bruchhausen den Herbord von Bordeslo (Bosse), 73 Jahre alt, welcher vorher zu Drakenburg und zu der Zeit in Bremen wohnte.
Jodocus von Bordeslo († 1549) war einer der 30 Äbte des Marienklosters zu Stade.
Der Goldschmied Franz Korff hat von 1598 ab bei Hans von Bordeslo in Hamburg gelernt.
Die Familie Bordesloh soll angeblich 1682 ausgestorben sein.

## Ehemalige Besitztümer
Die von Bordesloh besaßen nach den älteren Lüneburger Lehnregister Güter in Bordeslo (Bosse), Eilte, Holtorf, Heemsen, Stöcken, Sonnenborstel (Silingborstel), im hoyaschen ein Burglehn zu Drakenburg (davon die Bordesloer Wyde bei Drakenburg), welches später an die von Bothmer kam. Ihr Stammhaus soll im Fürstentum Calenberg gelegen haben.

## Wappen
Einen nach der Länge geteilten Schild, in dessen ersten Feld drei Zwillingsstreifen in Form eines etwas gedehnten lateinischen M oder dergestalt spitz gezogen, dass jeder dieser Streifen oben zwei und unten eine Spitze hat. Das zweite Feld ist leer. Helmaufsatz, Decken und Tinkturen fehlen an diesem Wappen. Dieses von 1414 stammende Siegel befindet sich im Archiv des Klosters St. Michael in Lüneburg.